# Rolf Hochhuth

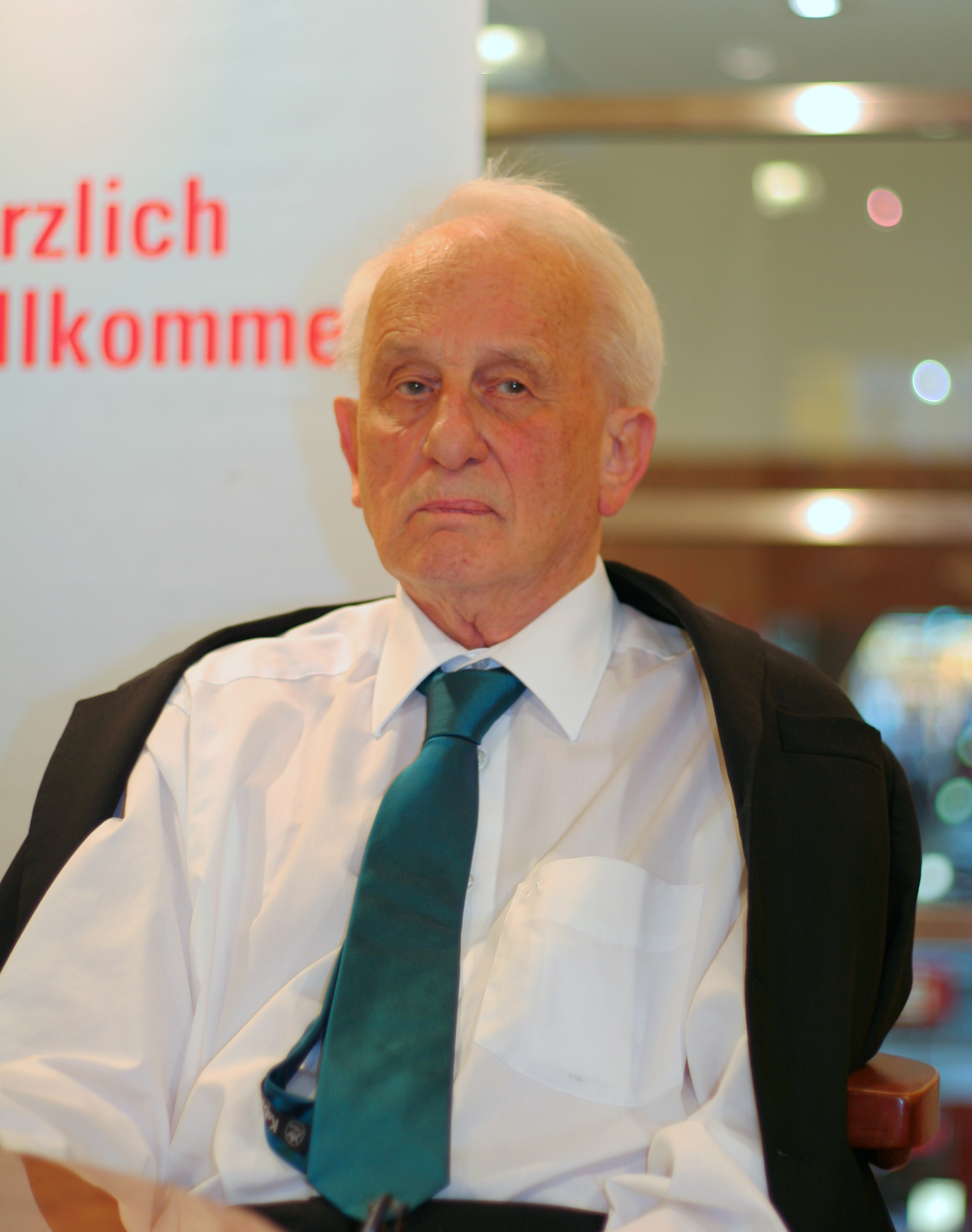
Rolf Hochhuth, 2009

Rolf Hochhuth (ur. 1 kwietnia 1931 w Eschwege, zm. 13 maja 2020 w Berlinie) – niemiecki dramaturg i powieściopisarz.

## Życie i twórczość
Najbardziej znaną jego sztuką teatralną jest Namiestnik. Tragedia chrześcijańska wydana w 1963 r. Tytułowym namiestnikiem, poprzez kontekst, w którym umocowana jest treść dramatu, i inne występujące postacie, jest papież Pius XII. Poprowadzona przez autora narracja i dramaturgia jest wobec tego papieża negatywna i prowadząca do wniosku o co najmniej obojętności, jeśli nie o popieraniu nazistowskiego wyniszczania Żydów. Sztuka była chętnie wykorzystywana w PRL do antyreligijnej propagandy. Ale nie zawsze była przyjmowana entuzjastycznie. Znany warszawski krytyk teatralny, Jerzy Koenig po premierze Namiestnika w Teatrze Narodowym w kwietniu 1966 (reż. Kazimierz Dejmek) napisał, że nie jest to przykład ani literatury wielkiej ani teatru politycznego.
Według ujawnionych w 2007 r. przez rumuńskiego generała Securitate, Iona Mihaia Pacepę, informacji, dramaturg był inspirowany do napisania sztuki przez wieletniego pracownika radzieckich służb specjalnych, gen. Iwana Iwanowicza Agajanca, specjalizującego się m.in. w dezinformacji. W ramach operacji KGB pod nazwą Seat-12 miał on dostarczyć Hochhuthowi w 1963 r. materiały obciążające papieża, według Pacepy sfabrykowane przy pomocy Securitate. W wywiadzie telefonicznym przeprowadzonym przez „Dziennik” w lutym 2007 r. dramaturg uchylił się od odpowiedzi na pytanie, czy kontaktował się z Agajancem, i przerwał rozmowę. Johan Ickx twierdzi, że pomysł i sfinansowanie sztuki było dziełem sowieckich służb specjalnych. Inni historycy i badacze tematu nie zgadzają się z sugestiami Iona Pacepy. Dramat ten wystawiany na wielu scenach europejskich i amerykańskich spotkał się z szeroką dyskusją i szeregiem kontrowersji.
Inną głośna i kontrowersyjną sztuką Hochhutha byli Soldaten, w której sugeruje, że Winston Churchill był bezpośrednio zaangażowany w morderstwo generała Władysława Sikorskiego w wypadku samolotowym na Gibraltarze. W sztuce tej obciąża też Churchilla odpowiedzialnością za masowe naloty dywanowe na miasta niemieckie i śmierć tysięcy mieszkańców tych miast. Żołnierzy wystawiały m.in. sceny Berlina, Londynu i Toronto.
Rolf Hochhuth za swoją twórczość literacką nagrodzony był w 1980 Lessing-Preis (Hamburg), a w 1990 w Bazylei nagrodą Jacob-Burckhardt-Preis. Andrzej Wajda w 1983 r. sfilmował powieść Hochhutha Miłość w Niemczech.

## Dzieła
- 1963 Namiestnik (niem. Der Stellvertreter. Ein christliches Trauerspiel)
- 1964 Die Berliner Antigone
- 1967 Soldaten, Nekrolog auf Genf
- 1970 Guerillas
- 1971 Die Hebamme
- 1971 Krieg und Klassenkrieg
- 1974 Inselkomödie
- 1974 Zwischenspiel in Baden-Baden
- 1976 Tod eines Jägers
- 1979 Juristen
- 1980 Ärztinnen
- 1982 Räuber-Rede: drei deutsche Vorwürfe: Schiller, Lessing, Geschwister Scholl
- 1982 Spitzen des Eisbergs: Betrachtungen, Dialoge, Essays, Skizzen
- 1983 Eine Liebe in Deutschland
- 1984 Judith
- 1985 Atlantik-Novelle: Erzählungen
- 1987 Täter und Denker: Profile und Probleme von Cäsar bis Jünger
- 1987 War hier Europa?: Reden, Gedichte, Essays
- 1987 Alan Turing: Erzählung
- 1988 Jede Zeit baut Pyramiden
- 1989 Unbefleckte Empfängnis
- 1990 Sommer 14
- 1991 Menzel: Maler des Lichts
- 1991 Panik im Mai
- 1991 Von Syrakus aus gesehen, gedacht, erzählt
- 1992 Tell gegen Hitler: historische Studien
- 1993 Wessis in Weimar
- 1994 Julia oder der Weg zur Macht
- 1996 Und Brecht sah das Tragische nicht: Plädoyers, Polemiken, Profile
- 1996 Effis Nacht
- 1996 Wellen: Artgenossen, Zeitgenossen, Hausgenossen
- 2000 Hitlers Dr. Faust
- 2000 Das Recht auf Arbeit
- 2001 Anekdoten und Balladen
- 2001 Einsprüche!: zur Geschichte, Politik und Literatur
- 2001 Die Geburt der Tragödie aus dem Krieg: Frankfurter Poetik-Vorlesungen
- 2002 Gasherd und Klistiere oder Die Urgroßmutter der Diätköchin
- 2003 Nachtmusik
- 2004 McKinsey kommt
- 2004 Nietzsches Spazierstock
- 2005 Familienbande
- 2005 Livia und Julia
- 2006 Heil Hitler

## Polskie przekłady
- Lekarki, przekł. i słowo wstęp. M. Ganczar. Warszawa: ADiT 2016.
- Namiestnik, przekł. D. Żmij-Zielińska, w: Jesienny wieczór i inne dramaty. Kraków, Warszawa: Dział Wydawnictw Instytutu Książki 2013.
- Miłość w Niemczech, przekł. E. Wachowiak. Poznań: Wydawnictwo Poznańskie 1984.